# Alt-St. Nikolaus

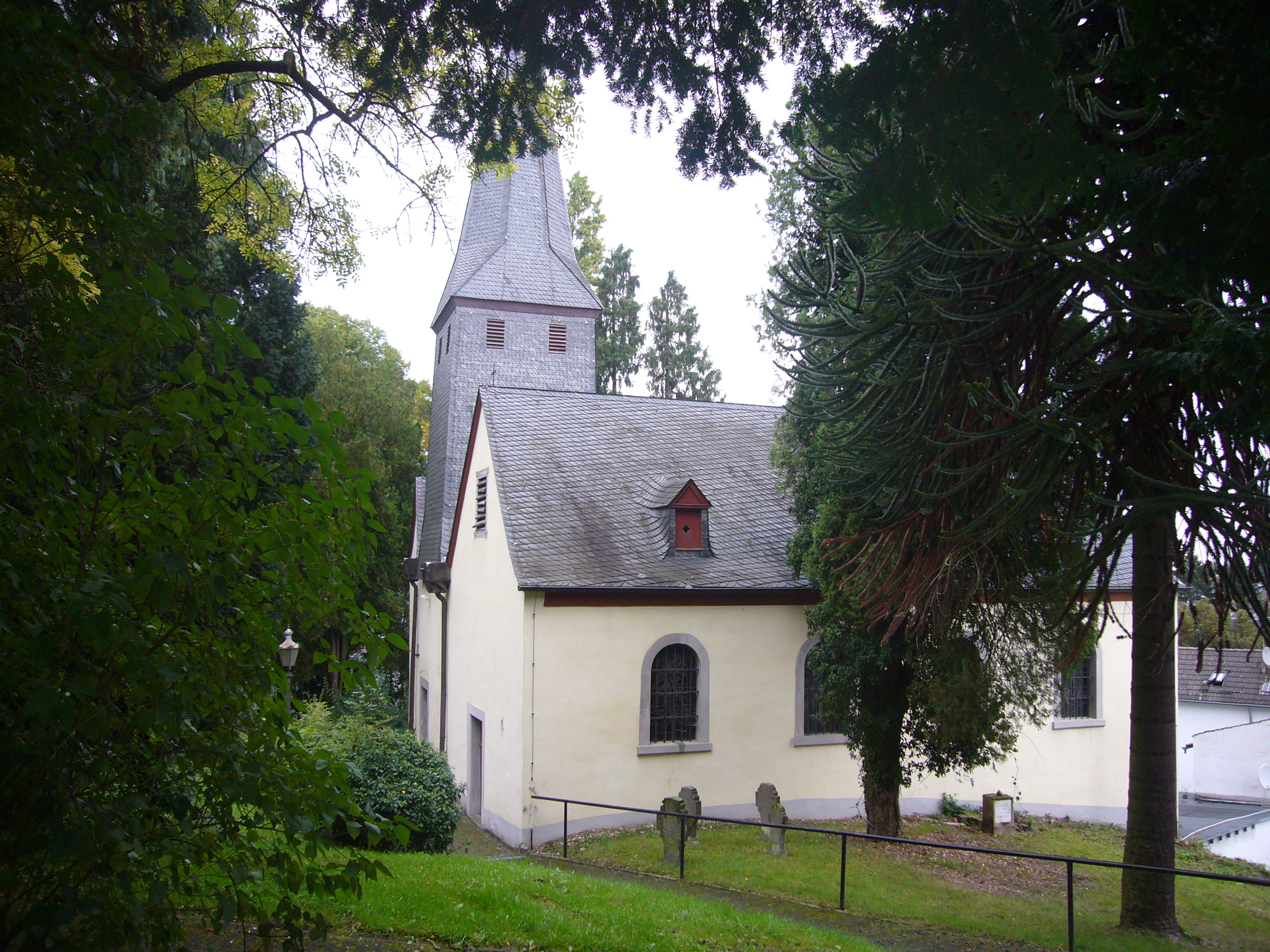
Die alte Pfarrkirche St. Nikolaus

Alt-St.-Nikolaus ist die ehemalige Pfarrkirche im Bonner Ortsteil Kessenich. Die Kirche befindet sich in der Nikolausstraße Ecke Rosenburgweg. Sie steht als Baudenkmal unter Denkmalschutz.

## Geschichte
Der dreischiffige Kirchenbau mit einem viereckigen Turm an der Westseite geht auf einen Saalbau aus der Mitte des 11. Jahrhunderts zurück und ist eine der ältesten erhaltenen Kirchen in Bonn. Das linke Seitenschiff wurde ca. 1590 erbaut, das rechte Seitenschiff stammt aus den Jahren 1749/1750. Im rechten Seitenschiff befindet sich ein Taufbecken aus Drachenfels-Trachyt von 1571.
Nach der Fertigstellung der neuen Pfarrkirche im Jahr 1891 wurde Alt-St. Nikolaus geschlossen. In den Jahren 1935/1936 und zwischen 1965 und 1970 fanden umfangreiche Sanierungsarbeiten statt. Seitdem wird die Kirche wieder für Messen, kirchliche Feiern und weltliche Veranstaltungen genutzt.
Orgel
Zwischen den Jahren 1856 und 1860 entstand für die alte Nikolauskirche ein Orgelwerk von der Firma Ibach aus Barmen mit einem Manual (Bordun 16', Principal 8', Rohrflöte 8', Viola di Gamba 8', Octave 4', Quinte 2 2/3', Octave 2') und Pedal (Subbass 16' und Violonbass 8'). Der Verbleib des Instruments ist ungeklärt. 1891 bestellte man bereits eine Orgel für die neue Pfarrkirche.